# Lucrecia Hevia
Lucrecia Hevia Bertrand (Madrid, 24 de marzo de 1976-Sevilla, 7 de julio de 2025) fue una periodista española, empresaria propietaria y directora del periódico digital eldiario.es Andalucía.

## Trayectoria
Nacida en el seno de una familia asturiana, para estudiar se trasladó a Madrid donde se licenció en Periodismo por la Universidad Complutense de Madrid. Completó su formación en comunicación y ciencia política en la Universidad de Bergen (Noruega).
Durante su carrera como periodista, iniciada en 1997, pasó por las áreas de información cultural, local, tecnológica, científica y política. Desarrolló su trayectoria profesional en La Nueva España, 20 Minutos Madrid y 20 Minutos Andalucía y en la revista Andalucía Investiga, con diferentes cargos de responsabilidad.  
En el año 2000 inició nueva etapa en el 20 Minutos Madrid y tres años después se trasladó a Sevilla para promover la creación de 20 Minutos Andalucía, siendo una de sus fundadoras. Y ya se quedó en la capital andaluza, donde desarrolló su carrera profesional y su proyecto vital.
Fue directora y empresaria propietaria de ElDiario.es Andalucía desde su origen en enero de 2013, En la presentación de la edición Andalucía de Eldiario.es en Málaga el 27 de febrero, Hevia estuvo acompañada por  Ignacio Escolar, director de eldiario.es, Juan Antonio García Galindo, decano de la Facultad de Ciencias de la Comunicación de Málaga; y Andrés García Maldonado, presidente de la Gestora del Colegio de Periodistas de Andalucía.
El periódico fue reconocido con el Premio Andalucía de Periodismo que otorga la Junta de Andalucía, por su trabajo en Memoria Histórica. El 8 de marzo de 2022 recibió el Premio Luchadoras de UGT por su trabajo por la igualdad desde la prensa. En 2023 la Asociación de la Prensa de Sevilla reconoció con el Premios de la Comunicación a Hevia y a su proyecto ElDiario.es Andalucía, que ha cumplido 10 años y cuenta con 2.500.000 de lectores únicos mensuales.
Fue jurado en premios, conferenciante, moderadora y organizadora de jornadas temáticas. Participó en tertulias políticas en la radio y televisión públicas de Andalucía, Canal Sur Radio y Televisión, y en medios como 7TV.
Hevia estaba casada con el empresario Héctor Rodríguez Gavira y era madre de dos hijas.

## Premios y reconocimientos
- 2024. Premio Plaza de España por su defensa y difusión de los valores democráticos, otorgado por la Delegación del Gobierno en Andalucía .[14]
- 2023. Premio Andalucía de Periodismo de la Junta de Andalucía, por su trabajo en Memoria Histórica.
- 2022. Premio Luchadoras de UGT, por su trabajo por la igualdad desde la prensa.
- 2022. XXX Premios de la Comunicación de la Asociación de la Prensa de Sevilla.

## Fallecimiento
Hevia Bertrand falleció en Sevilla a los 49 años de edad, a causa de un cáncer detectado dos años antes, con el que lidió desde la dignidad y la discreción. Le dedicaron sentidos obituarios colegas de profesión como Daniel Cela, María Iglesias, Ignacio Escolar, Lola Sanjuán o Paco Correal, entre otros. Entidades como el Gobierno de España, el Gobierno de Andalucía, la Asociación de la Prensa de Sevilla, elDiario.es o 20Minutos lamentaron su fallecimiento y destacaron sus valores y su aportación al periodismo.